# Nimetön (ö i Päijänne-Tavastland, Lahtis, lat 61,34, long 25,52)
Nimetön är en ö i Finland. Den ligger i sjön Päijänne och i kommunen Padasjoki i den ekonomiska regionen  Lahtis ekonomiska region  och landskapet Päijänne-Tavastland, i den södra delen av landet, 130 km norr om huvudstaden Helsingfors. Öns area är 1,7 hektar och dess största längd är 170 meter i nord-sydlig riktning.